# 2295 Matusovskij
2295 Matusovskij је астероид главног астероидног појаса са пречником од приближно 21,05 .
Афел астероида је на удаљености од 3,173 астрономских јединица (АЈ) од Сунца, а перихел на 2,634 АЈ.
Ексцентрицитет орбите износи 0,092, инклинација (нагиб) орбите у односу на раван еклиптике 2,506 степени, а орбитални период износи 1807,163 дана (4,947 године).
Апсолутна магнитуда астероида је 12,00 а геометријски албедо 0,063.
Астероид је откривен 19. августа 1977. године.